# Capricornis rubidus
El serau rojo (Capricornis rubidus) es una especie de mamífero artiodáctilo de la subfamilia Caprinae que habita al norte de Birmania. Previamente se consideraba una subespecie de C. sumatraensis. Se considera una especie casi amenazada pues se cree que la población ha disminuido sustancialmente en los últimos años a causa de la caza por parte del hombre.